# Менсія де Аро
Менсі́я де Аро́ (ісп. Mencía López de Haro); бл. 1215 — 1270) — кастильська шляхтянка, біскайська сеньйора, королева Португалії (1241—1248). Представниця Ароського дому. Нородилася в Біскайї, Кастилія. Донька біскайського сеньйора Лопе II й леонської інфанти Урраки, доньки леонського короля Альфонсо IX. Виходила заміж двічі: перший чоловік — кастильський магнат Альваро де Кастро (1234—1240), другий — португальський король Саншу II (1241—1245). Була непопулярною в Португалії.  Папа Іннокентій IV визнав незаконним її шлюб із Саншу (1245), що спричинило політичну кризу в Португальському королівстві й стало прологом до міжусобної війни (1246—1247). Сеньйора Торреш-Новаша, Санта-Еулалії та Орена, а також земель в кастильській Паленсії. Померла в Паленсії, Кастилія. Також — Ме́сія (порт. Mécia), Менці́я (лат. Mencia).

## Біографія

### Перший шлюб
Менсія народилася близько 1215 року в Біскайї, в родині біскайського сеньйора Лопе II де Аро, сина Дієго II, та Урраки Леонської, позашлюбної доньки леонського короля Альфонсо IX. Сестрою дівчина була Тереза, дружина русільйонського графа Нуно де Лара.
29 вересня 1234 року Менсія вийшла заміж за кастильського магната Альваро де Кастро, що воював із маврами в районі Кордови. Він одружувався вдруге, після ануляції свого першого шлюбу із уржельською графинею Аврембією в 1228 році. Шлюб Альваро й Менсії став причиною конфлікту із кастильським королем Фернандо III, який конфіскував частину земель нареченого. Конфлікт мирно владнали кастильська королева Беренгарія, мати Фердинандо, та Єлизавета Гогенштауфенська, його дружина.
У першому шлюбі Менсія не мала дітей. Вона мешкала на передовій війни з маврами, у Мартоській фортеці, обороняти яку король доручив її чоловікові. Замкова округа була спустошена внаслідок боїв, тому Альваро часто від'їздив до королівського двору в Толедо за допомогою. За переказами, одного разу, за відсутності чоловіка та його небожа Телло, що виїхав з лицарями на рейд до ворожих земель, Менсія залишилася сама у слабо захищеному Мартосі. Про це дізнався мусульманський правитель Архони й вирішив здобути християнську фортецю. У відповідь Менсія вислала гінців до небожа, а сама переодягнулася в обладунки й вийшла із вояками гарнізону на замкові стіни. Побачивши, що противник — жінка, маври уповільнили наступ, дозволивши лицарям Телло повернутися на підмогу сеньйорі. Християнське військо під проводом Дієго де Варгаса вдарило по центру сил неприятеля і розгромило їх. Тоді ж поспіхом повернувся й чоловік Менсії, який покинув двір, щойно довідавшись про небезпеку. Невдовзі він захворів і помер в Оргасі 1239 або 1240 року.

### Другий шлюб

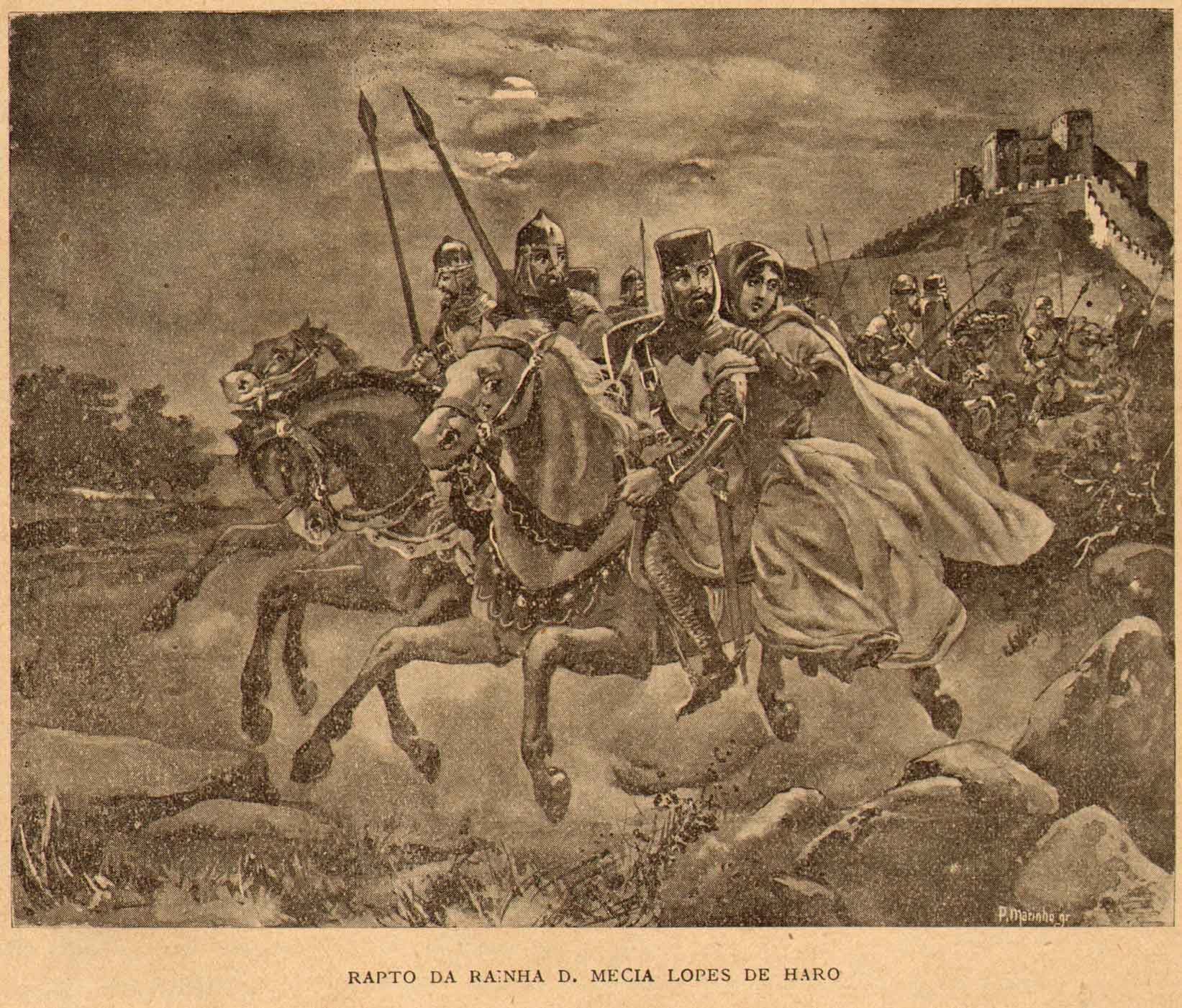
Викрадення Менсії

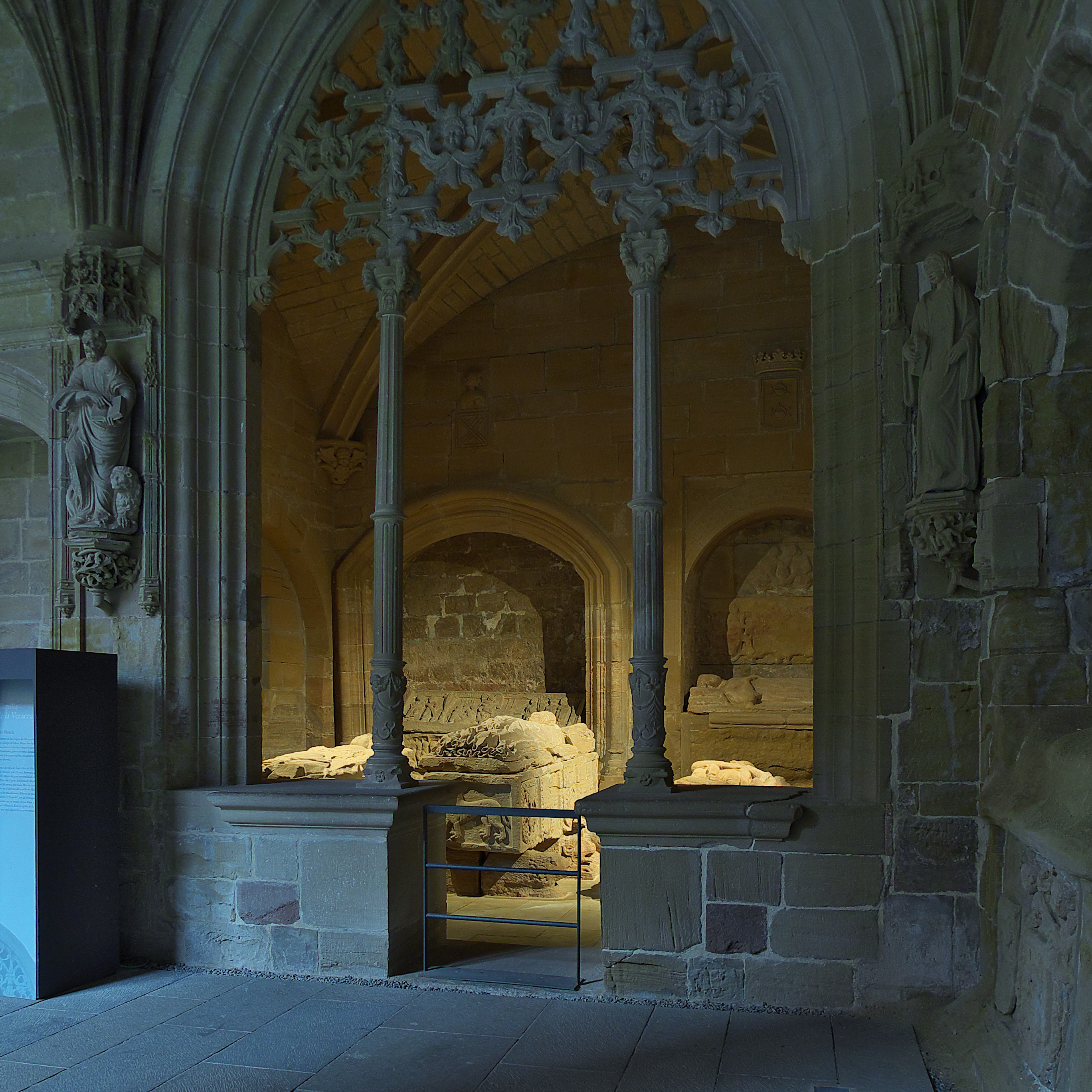
Гробниця Менсії в Нахерському монастирі.

Близько 1241 року Менсія вийшла заміж удруге, за португальського короля Саншу II, й стала королевою-констортом Португалії. Законність цього шлюбу, укладеного без згоди Святого Престолу, ставилася під сумнів як сучасниками, так і нащадками. Зокрема, португальський історик Антоніу Брандан назвивав Менсію фавориткою, а не дружиною Саншу II. Проте першоджерела, як наприклад булла папи Іннокентія IV «Sua nobis», зазначають, що Менсія була саме королевою, дружиною короля. Точні час і місце одруження невідомі. Воно не згадується у праці Родріго Толедського, завершеній в березні 1243 року, але зазначене у папській буллі за 1245 рік. Деякі історики датують шлюб 1240 роком, або періодом між 1243—1245 роками.
Саншу II одружився тоді, коли в країні панувала правова анархія, а сам монарх конфліктував з Церквою та феодалами, тому його піддані стали вважати Менсію «джерелом негараздів» у країні. Місцева шляхта зневажала її, а простолюд взагалі називав відьмою, вірячи що вона «наклала чари» на їхнього короля. Серед причин такого несприйняття було те, що Менсія представляла Кастилію, давнього політичного противника португальської держави; вона була вдовою й абсолютно не відповідала тогочасним уявленням про ідеальну дружину — молоду незайману дівчину. Нова королева не належала до королівського роду й не мала корисних політично-родинних зв'язків; їй прислужували кастильські слуги, що утруднювало контакти із португальською зняттю, яка прагнула вийти через неї на короля. Нелюбов португальців до Менсії закарбувалася у пізніших хроніках, в яких правління Саншу II до шлюбу прославлялося, а після шлюбу — описувалося вкрай негативно".
24 липня 1245 року папа Іннокентій IV видав буллу до португальських баронів, в якій різко критикував короля Саншу II та його шлюб з Менсією, визнавши його недійсним. 1 серпня він видав іншу буллу, адресовану духовенству, в якій проголошував короля «нездібним», що означало детронізацію монарха. Папа затвердив регентом королівства булонського графа Афонсу III, рідного брата Саншу II, який наприкінці того ж року прибув із Франції до Португалії. Це спричинило міжусобну війну між братами, що тривала до 1247 року. Під час війни португальський шляхтич Раймунду Вієгаш де Портокаррейру в супроводі агентів Афонсу III прокрався до спальні Менсії в Коїмбрському королівському палаці і викрав її, сховавши у Орені. Розлючений Саншу II прагнув помститися кривднику й визволити дружину, але програвши війну був змушений тікати до Толедо в Кастилії, де помер в 1248 році. У своєму заповіті він не згадав Менсії; можливо король мав підозри, що вона була співучасницею власного викрадення.
Після 1247 року Менсія продовжувала мешкати в Орені. З першоджерел відомо, що вона перебувала під захистом військ королівського двору, з яким залишалася у гарних стосунках по смерті чоловіка. Тогочасним головою Орена був біскаєць Ініго де Ортіза, співвітчизник екс-королеви, який, ймовірно, був призначений за її розпорядженням. У традиційній історіографії Менсію називають сеньйорою Торреш-Новаша, Санта-Еулалії та Орена. 1257 року Менсія, очевидно, перебувала у Кастилії й зробила пожертви на користь Бенавідеського монастиря.
1270 року Менсія померла у Паленсії, Кастилія. Її поховали у бенедекинському монастирі Святої Марії в Нахері, в каплиці Хреста. На гробниці екс-королеву зображено у вигляді шляхетної пані в біскайському вбранні; на труні, яку несуть леви, герб Португалії.

## Сім'я
- Батько: Лопе II де Аро (1170—1236) — біскайський сеньйор.
- Мати: Уррака Леонська (?—?) — позашлюбна донька леонського короля Альфонсо IX.
- 1-й чоловік (1234—1240): Аваро Перес де Кастро (?—1240) — кастильський магнат.
- 2-й чоловік (1241—1245): Саншу II (1209—1248), король Португалії (1223—1248)